# الحروب المقدونية

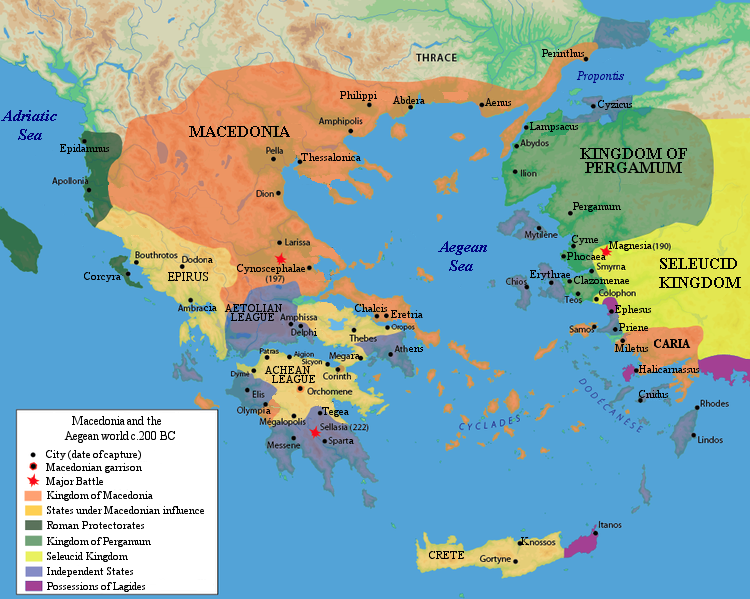
مقدونا والمناطق المحيطة بها في اليونان، حوالي 200 ق م.

الحروب المقدونية (214-148 قبل الميلاد) هي سلسلة من الصراعات التي خاضتها الجمهورية الرومانية وحلفاؤها اليونانيون في شرق البحر الأبيض المتوسط ضد عدة ممالك يونانية رئيسية مختلفة. وأسفرت عن سيطرة روما أو نفاذ أمرها على حوض شرق البحر المتوسط، بالإضافة إلى هيمنتها في غرب البحر المتوسط بعد الحروب البونيقية. شملت «الحروب المقدونية» أربعة حروب مع مقدونيا، بالإضافة إلى حرب واحدة مع الإمبراطورية السلوقية، وحرب صغرى نهائية مع الرابطة الأخائية (التي غالبا ما تعتبر المرحلة الأخيرة من الحرب المقدونية الأخيرة). وقد خاضت روما أربع حروب منفصلة ضد القوة الأضعف، وهي مقدونيا، نظرا لقربها الجغرافي من روما، رغم أن آخر حربين منهما كانتا ضد تمرد شعبي بدلا من مواجهة جيوش قوية. انتهى استقلال مقدونبا بشكل تدريجي وحل محله نفوذ روما التي كانت تؤسس إمبراطوريتها العالمية. كما أدت الحرب مع الإمبراطورية السلوقية المتدهورة إلى نهاية الأخيرة لاحقا، إلا أن روما لم تواصل نزاعاتها مع السلوقيين بسبب تقدم ممالك بارثيا والبنطس.
من نهاية الحروب المقدونية وحتى أوائل عهد الإمبراطورية الرومانية، ظل شرق البحر الأبيض المتوسط شبكة متغيرة من السياسات والدول المستقلة التي اعتمدت على جيوش روما أو أنها خضعت لسياسات روما. ذكر بوليبيوس،  الذي سعى لمعرفة كيف سيطرت روما على الشرق اليوناني في أقل من قرن من الزمان، فقد بدأت حروب روما مع اليونان بعد أن سعت عدة مدن يونانية لطلب حماية روما ضد المملكة المقدونية والإمبراطورية السلوقية في مواجهة الوضع المزعزع الذي نجم عن ضعف مصر البطلمية.
وعلى النقيض من الغرب، فقد سيطرت الإمبراطوريات الكبرى على الشرق اليوناني لعدة قرون، وأدى النفوذ الروماني وتحالف المدن إلى قيام عدة حروب مع هذه الإمبراطوريات ما أدى إلى إضعافها وبالتالي خلق فراغ في السلطة لم يكن بمقدور أحد إلا روما أن تهدئه. يحمل هذا بعض أوجه التشابه (وبعض الاختلافات أيضا) لما حدث في إيطاليا قبل قرون، ولكن هذه المرة كان على نطاق عالمي. يرى المؤرخون  أن التأثير الروماني المتنامي في الشرق، كما هو الحال مع الغرب، لم يكن الهدف منه بناء إمبراطورية عمدا، ولكن هذا تم بإدارتهم للأزمات بشكل ضيق ركز على تحقيق أهداف قصيرة الأجل في ظل وجود شبكة متداخلة من التحالفات أنتجت وضعا غير مستقر ولا يمكن التنبؤ به. ظل شرق البحر المتوسط يتألف من تحالف من المدن والممالك المستقلة (بدرجات متفاوتة من الاستقلال، سواء بحكم القانون أو الأمر الواقع) مع بعض الاستثناءات في الحكم العسكري المباشر (مثل أجزاء من اليونان القارية)، حتى انتقلت سلطتها إلى الإمبراطورية الرومانية. تم تقسيم شرق البحر المتوسط إلى محافظات تحت سيطرة رومانية كاملة في زمن الإمبراطورية الرومانية.

## الحرب المقدونية الأولى (214 إلى 205 ق م)
td .lk الحرب البونيقية الثانية، تحالف فيليب الخامس ملك مقدونيا مع هانيبال. خشيت روما من تعزيز هانيبال لسطوة مقدونيا، فأرسل مجلس الشيوخ قائدا مع قواته عبر البحر الأدرياتيكي. نجحت الفيالق الرومانية (بمساعدة حلفاء من الرابطة الأيتولية ومملكة بيرغامون بعد 211 ق م) بالدخول في مناوشات مع القوات المقدونية والاستيلاء على قطع صغيرة من الأرض على طول الساحل الأدرياتيكي من أجل «مكافحة القرصنة». لم تكن روما مهتمة بالغزو، بل لشغل المقدونيين في الوقت الذي كانت فيه روما تقاتل هانيبال. انتهت الحرب دون حسم في عام 205 ق م مع معاهدة فينيس. ورغم أن هذا الصراع كان طفيفا، إلا أنه فتح الطريق للتدخل العسكري الروماني في مقدونيا. على أن هذا الصراع كان مستقلا عن الحروب الرومانية المقدونية التي تلت في القرن التالي.

## الحرب المقدونية الثانية (200 إلى 196 ق م)
هيمنت ثلاث إمبراطوريات خلفت الإسكندر الأكبر على العالم اليوناني في ذلك الوقت: بطالمة مصر ومقدونيا والإمبراطورية السلوقية. بدأ السلوقيون بغزو مصر، ورد عليهم بطالمة مصر بتعبئة الجموع ضدهم. انتهت هذه الحملة بانتصار مصر ضد الغارات السلوقية، ولكن بطليموس الرابع توفي في عام 205 ق م وخلفه ابنه بطليموس الخامس ذو الخمس سنوات (أو بالأحرى خلفه وصاة على العرش)، فانقلب أهل مصر المسلحون ضد بعضهم، ما أدى لقيام حرب أهلية كبرى بين الشمال والجنوب. رأى المقدونيون والسلوقيون أنه يمكن غزو مصر الآن بسهولة، فأقاموا تحالفا لغزو البلاد وتقاسمها بينهم.
مثل هذا أكبر تهديد للنظام السياسي الذي دام قرنا من الزمان والذي حفظ الاستقرار نسبيا في العالم اليوناني، وبالأخص مثل تهديدا رئيسيا للممالك اليونانية الصغرى المستقلة. وبما أن مقدونيا والإمبراطورية السلوقية كانتا المشكلة، وأن مصر كانت سبب المشكلة، فقد كانت روما هي المكان الوحيد الذي يمكن الالتجاء إليه. مثّل هذا الأمر تغييرا كبيرا، حيث أن الإغريق أظهروا الازدراء تجاه روما، بينما أظهر الرومان اللامبالاة تجاه اليونان. أتى سفراء من بيرغامون ورودس إلى مجلس الشيوخ الروماني وقدموا الأدلة بأن فيليب الخامس المقدوني وأنطيوخوس الثالث السلوقي وقعا على معاهدة بعدم الاعتداء. لا تعرف بالضبط طبيعة هذه المعاهدة، أو السبب الذي جعل روما تنخرط في الحرب رغم لامبالاتهم تجاه اليونان (إذ فقدت المقاطع ذات الصلة عن هذا الموضوع في أعمال المصدر الرئيسي لدينا، وهو بوليبيوس)، إلا أن الوفد اليوناني نجح في مسعاه. في البداية، لم تكن روما تنوي خوض حرب ضد المقدونيين، بل أرادت التدخل نيابة عنهم بشكل دبلوماسي.
أنذرت روما فيليب أن يوقف حملته ضد حلفاء روما الجدد في اليونان. شكك فيليب بقوة روما وتجاهل مطلبها، الأمر الذي فاجأ الرومان. اعتبرت روما أن شرفها وسمعتها على المحك، فصعدت الصراع بإرسال جيش من الرومان والحلفاء اليونانيين لفرض موقفهم، ما أشعل الحرب المقدونية الثانية. ورغم أن جيش فيليب حقق الانتصارات سابقا على اليونانيين والرومان، إلا أن هذا الجيش انهار تحت ضغط جيش الحلفاء. وصلت القوات الرومانية بقيادة القنصل آنذاك تيتوس كوينكتيوس فلامينوس إلى سهل ثيساليا في عام 198 ق م. وفي العام التالي انتصر الرومان على جيش فيليب في معركة كينوسكيفالاي الحاسمة، ما جعله يساوم على السلام. عقدت معاهدة تمبيا، ومنع فيليب الخامس من التدخل في الشؤون السياسية خارج حدوده، وطلب منه التخلي عن فتوحاته اليونانية الأخيرة. وفي ألعاب الأولمبياد في عام 196 ق م أعلنت روما «حرية اليونانيين». وبما أن أرض اليونان مستقرة الآن، فيمكنها إبعاد نفسها عن الشؤون اليونانية دون المخاطرة بتزعزع الوضع. لم يظهر أن روما كانت لها مصلحة أخرى في المنطقة، حيث سحبت جميع قواتها العسكرية دون توطيد مكاسبها، وعادت بعد ذلك إلى موقف اللامبالاة حتى عندما تجاهل حلفاؤهم اليونانيين مطالبهم اللاحقة.

## الحرب السلوقية (192 إلى 188 ق م)
بعد أن ضعفت مصر ومقدونيا، زادت الإمبراطورية السلوقية من حملاتها العسكرية والناجحة في سعيها للاستيلاء على العالم اليوناني بأكمله. عندما انسحبت روما من اليونان في نهاية الحرب المقدونية الثانية، اعتقدوا (هو وحلفائهم) أنهم تركوا وراءهم السلام والاستقرار. لكن ضعف دول المنطقة جعل حلفاء روما يسعون إلى طلب نصرة روما ضد السلوقيين، حتى أن فيليب نفسه سعى للتحالف معهم. وما زاد الوضع سوءا أن هانيبال أصبح الآن مستشارا عسكريا كبيرا للإمبراطور السلوقي، ويقال أن الاثنين خططا لغزو اليونان، بل حتى لغزو روما. وكان السلوقيون أقوى بكثير من المقدونيين إذ سيطروا على جزء كبير من الإمبراطورية الفارسية السابقة، وبحلول ذاك الوقت أعادوا تجميع أغلب إمبراطورية الإسكندر الأكبر. بدأ الرومان بتعبئة الجنود من مختلف أنحاء دولتهم عدا إسبانيا وبلاد الغال التي تمت تهدءتها حديثا. حتى أنهم أنشؤوا حامية كبرى في صقلية في حالة وصل السلوقيون إلى إيطاليا. شاطرهم حلفاؤهم اليونانيون هذا الخوف، وتحالفوا مع روما للمرة الأولى منذ الحرب الثانية بعد أن تجاهلوهم في السنوات التي تلت الحرب. تم تعبئة قوة رومانية-يونانية كبيرة تحت قيادة البطل الحرب البونيقية الثانية، سكيبيو الإفريقي، والتي انطلقت نحو اليونان، بادئة الحرب الرومانية السورية. كشفت المعارك الأولى عن نقاط ضعف السلوقيين، فحاول هؤلاء استخدام قوة روما ضدها في معركة ثيرموبيلاي (مثلما اعتقدوا أن الإسبرطيين الثلاثمائة قد فعلوا قبل قرون أمام الإمبراطورية الفارسية القوية). هزم السلوقيون وأجبروا على ترك اليونان. لحق الرومان بالسلوقيين وعبروا الهيليسبونت (الدردنيل)، وكانت هذه أول مرة يدخل فيها الجيش الروماني آسيا. حقق الرومان نصرا حاسما في معركة مغنيسيا. ساوم السلوقيون على السلام وأرغمهم الرومان على التخلي عن فتوحاتهم في اليونان. مثلت هذه الهزيمة بداية النهاية لإمبراطوريتهم، إذ بدأوا يواجهون الهجمات من الشرق (البارثيين) والغرب (الإغريق)، وكذلك يهودا
في الجنوب. تفككت إمبراطوريتهم على مدار القرن المقبل. انسحبت روما من اليونان مرة أخرى، على افتراض (أو أمل) بقاء السلام في الأرض بعدم قيام قوة يونانية كبرى.

## الحرب المقدونية الثالثة (172 إلى 168 ق م)
بعد وفاة فيليب في مقدونيا (179 ق م)، حاول ابنه، بيرسيوس المقدوني، استعادة نفوذ مقدونيا، وشن عدة حملات ضد جيرانه. وعندما تورط بيرسيوس في مؤامرة لاغتيال أحد حلفاء روما، أعلن مجلس الشيوخ الحرب المقدونية الثالثة. لم تنجح قوات روما في البداية، ولكنها حطمت الكتائب المقدونية عام 168 ق م في معركة بيدنا. اقتنعت روما الآن أن اليونانيين لن يحل عليهم السلام إذا تركوا وحدهم مرة أخرى، وقرروا إقامة أول موقع دائم لهم في العالم اليوناني. تم تقسيم مملكة مقدونيا من قبل الرومان إلى أربع جمهوريات عميلة. وحتى هذا لم يكن كافيا لضمان السلام، إذ استمر عصيان المقدونيين.

## الحرب المقدونية الرابعة (150 إلى 148 ق م)
قامت الحرب المقدونية الرابعة بين عامي 150 إلى 148 قبل الميلاد، وقاد المقدونيون مطالب بالعرش يدعى أندريسكوس، والذي حاول زعزعة استقرار اليونان بمحاولته إعادة تأسيس المملكة القديمة. حقق الرومان نصرا سريعا في معركة بيدنا الثانية. وردا على ذلك، حشدت الرابطة الأخية جيوشها في عام 146 ق م لشن حرب جديدة ضد روما. ويشار إلى هذه الحرب أحيانا باسم الحرب الأخية، وعرفت بقصر مدتها ووقوعها مباشرة بعد سقوط مقدونيا. حتى ذلك الوقت، كانت روما قد حاربت في اليونان لتهاجم الحصون المقدونية أو حلفاءهم وعملاءهم. كان قادة الرابطة على يقين أن إعلان الحرب ضد روما كان ميؤوسا منه، حيث انتصرت روما ضد أعداء أقوى وأكبر، كما أثبت الفيلق الروماني تفوقه على الكتيبة المقدونية. ألقى المؤرخ بوليبيوس اللوم على زعماء مدن الرابطة لحشدهم السكان في حرب انتحارية. هزم الحلف بسرعة، وقامت روما بتدمير مدينة كورينث في عام 146 ق م، وهي نفس السنة التي دمرت فيها قرطاج. قررت روما تقسيم مقدونيا إلى مقاطعتين رومانيتين جديدتين هما أخايا و إبيروس.